# Аванбек

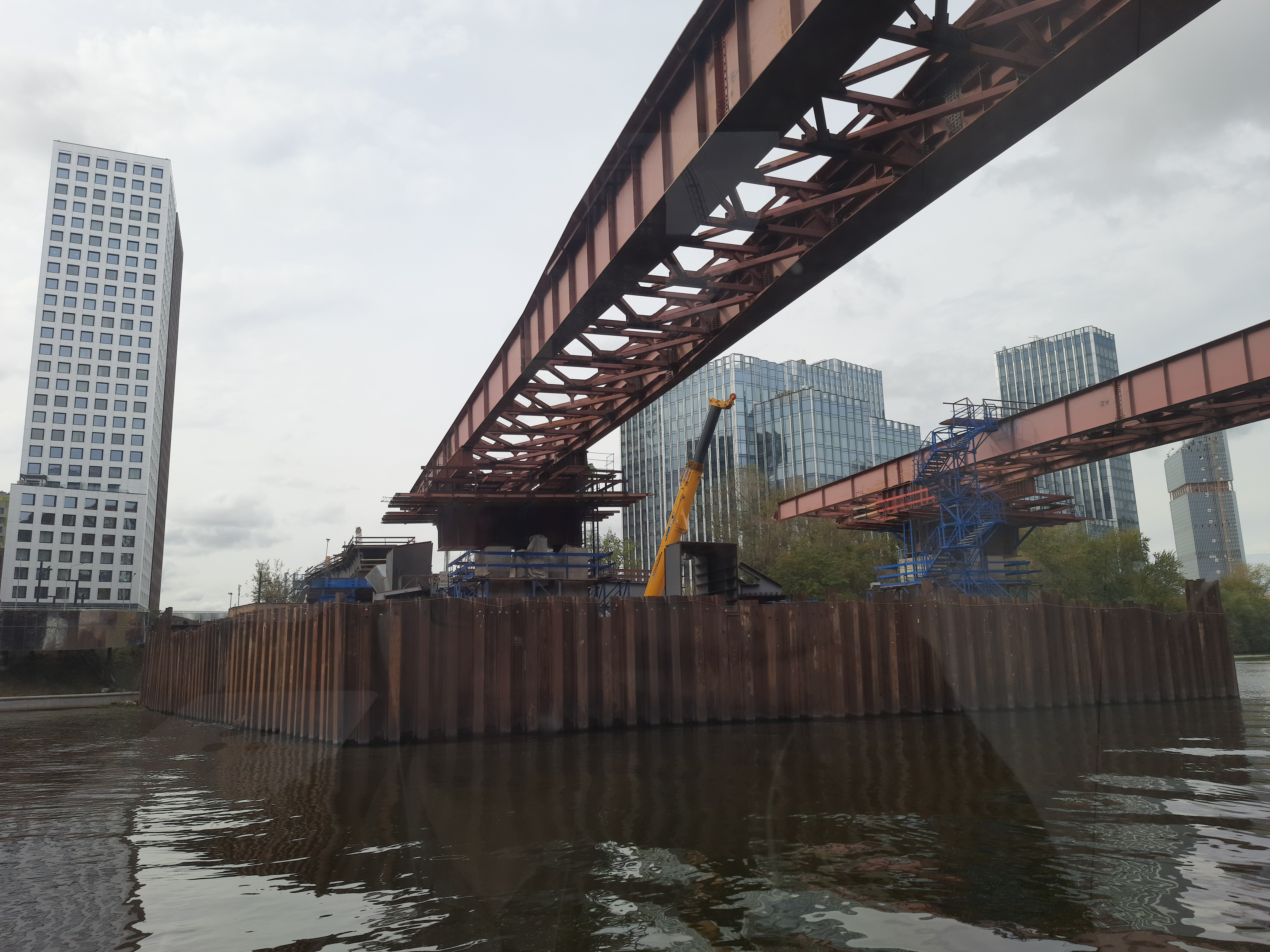
Два ферменных аванбека для надвижки пролёта моста Академика Королёва. Москва, сентябрь 2024 года

Аванбе́к (фр. avant-bec) — консольная конструкция временного типа, применяемая при установке пролетных строений мостов методом продольной надвижки. Конструкцию прикрепляют спереди к надвигаемому пролетному строению. Длина и масса аванбека задаются с таким расчетом, чтобы пролётное строение вместе с ним не опрокинулось, пока аванбек не достигнет первой опоры моста. Применение аванбека ведет к снижению стоимости строительства, так как позволяет выполнять надвижку пролетного строения без возведения промежуточных опор.